# 드림 모닝구무스메
드림 모닝구무스메(ドリームモーニング娘。)는 일본의 여성 가수 그룹, 여성 아이돌 그룹이다. 모닝구무스메。의 그룹 내 유닛의 하나로, 모닝구무스메。를 졸업한 멤버 중 현재 업프런트 프로모션에 소속되어 있는 멤버 중 10명에 의해서 2011년 1월 28일에 결성되었다. 약칭은「드림스。」.

## 멤버
| 이름            | 소개 |
| --------------- | --- |
| 나카자와 유코   | - 이름 : 中澤裕子 (Nakazawa Yuko) - 생년월일 : 1973년 6월 19일(51세) - 출생지 : 일본 교토부 - 이미지 컬러 : 보라 - 특이사항 : 초대 리더 / 개인활동중                                                 |
| 야스다 케이     | - 이름 : 保田圭 (Yasuda Kei) - 생년월일 : 1980년 12월 6일(44세) - 출생지 : 일본 지바현 - 이미지 컬러 : 연두 - 특이사항 : 초대 서브리더 / 개인활동중                                                  |
| 이이다 카오리   | - 이름 : 飯田圭織 (Iida Kaori) - 생년월일 : 1981년 8월 8일(43세) - 출생지 : 일본 홋카이도 - 이미지 컬러 : 남색 - 특이사항 : 2대 리더 / 개인활동중                                                    |
| 아베 나츠미     | - 이름 : 安倍なつみ (Abe Natsumi) - 생년월일 : 1981년 8월 10일(43세) - 출생지 : 일본 홋카이도 - 이미지 컬러 : 빨강 - 특이사항 : 개인활동중                                                           |
| 야구치 마리     | - 이름 : 矢口真里 (Yaguchi Mari) - 생년월일 : 1983년 1월 20일(42세) - 출생지 : 일본 가나가와현 - 이미지 컬러 : 노랑 - 특이사항 : 개인활동중 - 비고 : 3대 리더 / 2014년 10월 23일에 연예 활동 재개.   |
| 이시카와 리카   | - 이름 : 石川梨華 (Ishikawa Rika) - 생년월일 : 1985년 1월 19일(40세) - 출생지 : 일본 가나가와현 - 이미지 컬러 : 진분홍 - 특이사항 : 개인활동중                                                       |
| 요시자와 히토미 | - 이름 : 吉澤ひとみ (Yoshizawa Hitomi) - 생년월일 : 1985년 4월 12일(40세) - 출생지 : 일본 사이타마현 - 이미지 컬러 : 하늘 - 특이사항 : 4대 리더 / 2018년 9월 28일에 불미스러운 사건으로 연예계 은퇴. |
| 후지모토 미키   | - 이름 : 藤本美貴 (Fujimoto Miki) - 생년월일 : 1985년 2월 26일(40세) - 출생지 : 일본 홋카이도 - 이미지 컬러 : 주황 - 특이사항 : 5대 리더 / 개인활동을 하면서 유튜버로 활동중                         |
| 오가와 마코토   | - 이름 : 小川麻琴 (Ogawa Makoto) - 생년월일 : 1987년 10월 29일(37세) - 출생지 : 일본 니가타현 - 이미지 컬러 : 파랑 - 특이사항 : 개인활동중 - 비고 : 2016년 4월에 연예 활동 재개.                     |
| 쿠스미 코하루   | - 이름 : 久住小春 (Kusumi Koharu) - 생년월일 : 1992년 7월 15일(32세) - 출생지 : 일본 니가타현 - 이미지 컬러 : 분홍 - 특이사항 : 개인활동중 - 비고 : 2017년 4월에 오스카 프로모션 이적.               |

이시카와, 요시자와, 쿠스미 이외 멤버는 2010년에 결성한 애프터눈무스메。(코카콜라「조지아 호우비 브레이크」의 CF 한정 유닛)에도 참가하고 있었다.
비고
- 전 모닝구무스메。4기 멤버인 쯔지 노조미는 당초 멤버에 들어갈 예정이었지만, 육아에게 전념한다고 하는 이유에 의해 멤버에 들어가지 않았다.
- 출연하는 음악 프로그램과 이벤트에 따라서는 솔로 활동의 스케줄등의 관계로, 멤버 전원이 모이지 않는 것이 있다. 그 경우에는 출연하는 멤버의 파트 나누기나 포메이션을 변경하고 있다. 당유닛에 참가하고 있지 않는 모닝구무스메。OG의 솔로 파트를 포함한 악곡을 피로하는 경우에도, 같은 조치로 대응하고 있다.
- 안무가로서 모닝구무스메。시대의 멤버를 지도해 온 나츠 마유미가 당유닛에서도 콘서트 투어 등의 안무를 담당.「드림 모닝구무스메。라이브 사진집「봄의 무용 ~졸업생 DE 재결성~」」(후술)에서는 당유닛 결성 후의 멤버에게 대해서, 안무가의 입장으로부터 멤버마다의 인물평을 대고 있다.
- 2012년 2월 15일에 첫 오리지널 곡으로서 「シャイニング バタフライ」를 발매. 동년 3월 10일에 일본 무도관에서 열린 콘서트「드림 모닝구무스메。스페셜 LIVE 2012 일본 무도관 ~제1장 종막「용사들, 집합하라」~」를 마지막으로, 드림 모닝구무스메。로서의 활동을 일단 휴지했다.
- 활동 휴지 중에도「테레비도쿄 음악제」(테레비도쿄가 2014년부터 나이에 1회의 페이스로 생방송)등의 음악 프로그램 때문에 위의 멤버 중 일부가 「모닝구무스메。OG」로서 모닝구무스메。시대의 대표 곡을 수시로 선보이고 있다. 쯔지를 비롯한 본 유닛의 멤버가 아니라 OG가 상기의 멤버 대신 참가하기도 한다.

## 약력
2011년
- 1월 28일,「드림 모닝구무스메。콘서트 투어 2011 봄의 무용 ~졸업생 DE 재결성~」기자 회견이 열려 그룹이 결성되는 것 등이 발표되었다[1].
- 4월 11일, 오피셜 사이트가 개설되었다.
- 4월 23일 - 5월 29일, 츄쿄대학 문화 시민회관 오로라 홀(아이치현 나고야시)에서의 공연을 시작으로, 유닛 결성 후 첫 콘서트 투어로서「드림 모닝구무스메。콘서트 투어 2011 봄의 무용 ~졸업생 DE 재결성~」를 개최.
- 9월 24일 - 12월 17일, 이치카와 시 문화 회관(지바현 이치카와시)에서의 공연을 시작으로,「드림 모닝구무스메。콘서트 투어 2011 가을의 무용 ~속·졸업생 DE 재결성~」를 개최. 다만, 9월 13일에 제1자의 임신을 공표한 후지모토는 동투어에 참가하지 않았다[2][3].

2012년
- 2월 15일, 첫 오리지널 곡으로서「シャイニング バタフライ」를 발매했다. 동곡의 레코딩이나 뮤직 비디오에는 제일자의 회임에 대해 2011년 9월 하순부터 콘서트, 음악 프로그램의 출연을 보류하고 있는 후지모토나, 발매 시점에서는 정규의 멤버가 아닌 모닝구무스메。OG의 다카하시 아이(모닝구무스메。5기 멤버, 6대 리더)도 참가하였다[4][5].
- 3월 10일, 일본 무도관에서「드림 모닝구무스메。스페셜 LIVE 2012 일본 무도관 ~제1장 종막「용사들, 집합하라」~」을 개최. 동공연에는 현역 모닝구무스메。(왼발 골절로 요양 중의 미츠이 아이카를 제외한 12명)가 참가한 것 외, 드림 모닝구무스메。의 멤버가 아닌 모닝구무스메。OG의 쯔지, 이시구로 아야도 게스트로서 출연했다. 그리고 2012년 1월부터 예능 활동을 휴지 중인 고토 마키가 서프라이즈 게스트로서 등장. 일부 파트의 MC를 맡은 것 외, 풋치모니(모닝구무스메。시대에 소속해 있던 유닛)의 악곡「ちょこっとLOVE」,「BABY! 恋にKNOCK OUT!」을 야스다, 요시자와와 함께 피로했다[6].

2013년
- 12월 31일,「Hello! Project COUNTDOWN PARTY 2013 ~GOOD BYE & HELLO!~」제2부에 하룻밤 한정 활동 재개, 야구치를 제외한 9명으로 출연했다.

## 작품

### 싱글
1. シャイニング バタフライ (2012년 2월 15일) (영화「아츠시 공주 넘버 1」주제가)
  - 커플링 : 青空がいつまでも続くような未来であれ! (2012ドリムス。Ver.)

### 앨범
1. ドリムス。① (2011년 4월 20일)

### DVD/Blu-ray
1. ドリームモーニング娘。コンサートツアー2011春の舞 ～卒業生DE再結成～ (2011년 9월 14일 DVD / Blu-ray)
2. ドリームモーニング娘。スペシャルLIVE 2012 日本武道館 ～第一章 終幕「勇者タチ、集合セョ」～ (2012년 6월 20일 DVD / Blu-ray)

## 공연

### 콘서트
- 드림 모닝구무스메。콘서트 투어 2011 봄의 무용 ~졸업생 DE 재결성~ (2011년 4월 23일 ~ 5월 29일, 7개 도시 16회 공연)
- 드림 모닝구무스메。콘서트 투어 2011 가을의 무용 ~속 · 졸업생 DE 재결성~ (2011년 9월 24일 ~ 12월 11일, 10개 도시 22회 공연)
- NTP 그룹 presents CBC 60주년 기념 대감사제 2980 콘서트 시리즈 파이널 드림 모닝구무스메。~축하합니다! CBC 60th 콘서트~ (2012년 1월 13일, 일본 카이시홀)
- 드림 모닝구무스메。스페셜 LIVE 2012 일본 무도관 ~제1장 종막「용사들, 집합하라」~ (2012년 3월 10일, 일본 무도관)

### 이벤트
- 드림 모닝구무스메。사인회 (2011년 7월 2일, 재팬 엑스포 회장내 Signing room)
- 드림 모닝구무스메。필름 콘서트 & 토크 쇼 (2011년 7월 2일, 재팬 엑스포 회장내 Conference Room)
- 드림 모닝구무스메。토크 이벤트 2011 가을의 긴 밤에 뒤 공연 ~졸업생 DE 뭐 말한다!?~ (2011년 10월 6일 · 12일 · 18일 · 27일 · 11월 8일 · 9일 · 18일 · 24일 · 12월 15일 · 20일, TOKYO FM HALL)

## 서적

### 사진집
- ドリームモーニング娘。ライブ写真集「春の舞 〜卒業生 DE 再結成〜」(2011년 8월 3일, 도쿄 뉴스 통신사) ISBN 978-4-86336-159-1

## 같이 보기
- 애프터눈무스메。
- M-line club